# Elecciones a la Asamblea de Melilla de 2011
Las elecciones a la Asamblea de Melilla de 2011, que dieron lugar al inicio del V mandato desde el Estatuto de Autonomía de Melilla, se celebraron el 22 de mayo de 2011, en el marco de las elecciones autonómicas de España de 2011. Se eligieron 25 representantes.

## Encuestas
| Sondeo                                  |             |          |           |        | Otros   |
| --------------------------------------- | ----------- | -------- | --------- | ------ | ------- |
| Resultados 2011                         | 15          | 6        | 2         | 0      | 2 (PPL) |
|                                         |             |          |           |        |         |
| CIS 5 de mayo de 2011(05/05/2011)       | 16 56,8%    | 3 12,6%  | 5 18,2%   | 1 5,1% | 0 4,8%  |
| El Mundo 7 de enero de 2011(07/01/2011) | 19-20 70,7% | 1-2 7,2% | 4 16,7%   | -      | 0 5,4%  |
| El Mundo 1 de junio de 2010(01/06/2010) | 18-19 64,7% | 2 8,9%   | 4-5 19,5% | -      | 0 6,9%  |
|                                         |             |          |           |        |         |
| Resultados 2007                         | 15          | 5        | 5         | -      | -       |

## Resultados
Para optar al reparto de escaños la candidatura debe obtener al menos el 5% de los votos válidos emitidos.
| ← Elecciones a la Asamblea de Melilla de 2011 →                                                                                            |                                            |                                    |        |       |         |     |
| Presidente y gobierno | Partido                                    | Candidato                          | Votos  | %     | Escaños | +/- |
| - Presidente: Juan José Imbroda Ortiz - Gobierno: PP - Censo: 54.232 - Votantes: 31.589 (58.19%) - Abstención: - Válidos: - A candidatura: | Partido Popular (PP)                       | Juan José Imbroda Ortiz            | 16.852 | 53,91 | 15      | =   |
| - Presidente: Juan José Imbroda Ortiz - Gobierno: PP - Censo: 54.232 - Votantes: 31.589 (58.19%) - Abstención: - Válidos: - A candidatura: | Coalición por Melilla                      | Mustafa Hamed Moh Mohamed Aberchán | 7.394  | 23,66 | 6       | +1  |
| - Presidente: Juan José Imbroda Ortiz - Gobierno: PP - Censo: 54.232 - Votantes: 31.589 (58.19%) - Abstención: - Válidos: - A candidatura: | Partido Socialista Obrero Español (PSOE)   | Dionisio Muñoz Pérez               | 2.683  | 8,58  | 2       | -3  |
| - Presidente: Juan José Imbroda Ortiz - Gobierno: PP - Censo: 54.232 - Votantes: 31.589 (58.19%) - Abstención: - Válidos: - A candidatura: | Partido Populares en Libertad (PPL)        | Julio Liarte Parres                | 2.128  | 6,81  | 2       | +2  |
| - Presidente: Juan José Imbroda Ortiz - Gobierno: PP - Censo: 54.232 - Votantes: 31.589 (58.19%) - Abstención: - Válidos: - A candidatura: | Unión Progreso y Democracia (UPyD)         | Emilio Guerra                      | 669    | 2,14  | 0       |     |
| - Presidente: Juan José Imbroda Ortiz - Gobierno: PP - Censo: 54.232 - Votantes: 31.589 (58.19%) - Abstención: - Válidos: - A candidatura: | Partido de los Demócratas de Melilla (PDM) | Mohamed Hamed Al-lal               | 529    | 1,69  | 0       |     |
| - Presidente: Juan José Imbroda Ortiz - Gobierno: PP - Censo: 54.232 - Votantes: 31.589 (58.19%) - Abstención: - Válidos: - A candidatura: | Plataforma Melilla Verde                   | Manuel Soria                       | 504    | 1,61  | 0       |     |
| - Presidente: Juan José Imbroda Ortiz - Gobierno: PP - Censo: 54.232 - Votantes: 31.589 (58.19%) - Abstención: - Válidos: - A candidatura: | Alternativa Española (AES)                 | Francisco Muñoz                    | 59     | 0,19  | 0       |     |
| - Presidente: Juan José Imbroda Ortiz - Gobierno: PP - Censo: 54.232 - Votantes: 31.589 (58.19%) - Abstención: - Válidos: - A candidatura: | La Falange                                 | Jorge García                       | 57     | 0,18  | 0       |     |
| - Presidente: Juan José Imbroda Ortiz - Gobierno: PP - Censo: 54.232 - Votantes: 31.589 (58.19%) - Abstención: - Válidos: - A candidatura: | En blanco                                  | N/A                                | 382    |       | N/A     | N/A |

## Investidura
| Fecha                                                   | Voto                   |    |   |   | PPL | Total | Investido |
| ------------------------------------------------------- | ---------------------- | -- | - | - | --- | ----- | --------- |
| 13 de junio de 2015 Mayoría requerida: Absoluta (13/25) | Juan José Imbroda (PP) | 15 |   |   |     | 15/25 | Sí        |
| 13 de junio de 2015 Mayoría requerida: Absoluta (13/25) | Abst.                  |    | 6 | 2 | 2   | 10/25 |           |